# Eolipila

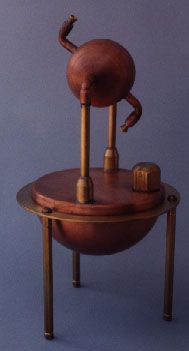
Una replica moderna dell'eolipila

Eolipila (dal greco antico Αἴολος e il latino pila, traducibile come «sfera di Eolo») o motore di Erone è il termine con cui è noto il dispositivo ritenuto l'antenato del motore a getto e della macchina a vapore.
Descritta nel I secolo dal matematico e scienziato greco Erone di Alessandria, è costituita da una sfera (probabilmente metallica), mantenuta in rotazione per effetto del vapore ottenuto al suo interno che fuoriesce con forza da due tubi sottili a forma di "L".
Prima degli scritti di Erone, uno strumento definito eolipila fu descritto nel I secolo a.C. da Vitruvio nel suo trattato De architectura ma senza fare menzione a parti rotanti.

## Storia
L'eolipila fu utilizzata all'inizio come semplice attrazione senza che l'effettivo potenziale di fonte d'energia avesse alcuna applicazione pratica.
Nel XIX secolo il matematico austriaco Johann Andreas Segner studiò la realizzazione di un prototipo di turbina idraulica ispirandosi al medesimo principio di reazione applicato nell'eolipila.
Nel 1978 l'eolipila fu ricostruita per studio dal ricercatore inglese John Landels. Il vapore fuoriuscito dai tubi permetteva di far ruotare la sfera a una velocità angolare di circa 1 500 giri al minuto. Comunque, affinché il dispositivo potesse funzionare in maniera continuativa, la macchina doveva consumare molte centinaia di chili di legna all'ora.

## Descrizione
Una sfera cava di rame è collegata con due tubicini ricurvi che si dipartono da due punti estremi della sfera posti sullo stesso asse diametrale. I tubicini terminano con due brevi tratti rettilinei paralleli tra loro, ma situati da parti opposte rispetto all'asse diametrale. Uno dei tubicini è saldato alla sfera, l'altro può essere svitato. Ambedue terminano con un forellino. La sfera può ruotare attorno a un asse diametrale orizzontale per mezzo di due supporti sostenuti da due colonne cave, dove passa il vapore prodotto nel serbatoio sottostante, poste su una larga base di legno.
Riempito d'acqua il serbatoio sottostante, lo si riscalda con la fiamma. Quando il liquido raggiunge una temperatura sufficientemente elevata, il getto del vapore passa nella sfera e dagli orifizi pone in rotazione la sfera stessa intorno all'asse diametrale orizzontale. Il verso del moto è naturalmente opposto a quello dei getti.